# LYVE1
LYVE1 (англ. Lymphatic vessel endothelial hyaluronan receptor 1) – білок, який кодується однойменним геном, розташованим у людей на короткому плечі 11-ї хромосоми. Довжина поліпептидного ланцюга білка становить 322 амінокислот, а молекулярна маса — 35 213.
| 10         |  | 20         |  | 30         |  | 40         |  | 50         |
| ---------- |  | ---------- |  | ---------- |  | ---------- |  | ---------- |
| MARCFSLVLL |  | LTSIWTTRLL |  | VQGSLRAEEL |  | SIQVSCRIMG |  | ITLVSKKANQ |
| QLNFTEAKEA |  | CRLLGLSLAG |  | KDQVETALKA |  | SFETCSYGWV |  | GDGFVVISRI |
| SPNPKCGKNG |  | VGVLIWKVPV |  | SRQFAAYCYN |  | SSDTWTNSCI |  | PEIITTKDPI |
| FNTQTATQTT |  | EFIVSDSTYS |  | VASPYSTIPA |  | PTTTPPAPAS |  | TSIPRRKKLI |
| CVTEVFMETS |  | TMSTETEPFV |  | ENKAAFKNEA |  | AGFGGVPTAL |  | LVLALLFFGA |
| AAGLGFCYVK |  | RYVKAFPFTN |  | KNQQKEMIET |  | KVVKEEKAND |  | SNPNEESKKT |
| DKNPEESKSP |  | SKTTVRCLEA |  | EV         |  |            |  |            |

A: Аланін

C: Цистеїн

D: Аспарагінова кислота

E: Глутамінова кислота

F: Фенілаланін

G: Гліцин

I: Ізолейцин

K: Лізин

L: Лейцин

M: Метіонін

N: Аспарагін

P: Пролін

Q: Глутамін

R: Аргінін

S: Серин

T: Треонін

V: Валін

W: Триптофан

Кодований геном білок за функцією належить до рецепторів. 
Задіяний у такому біологічному процесі, як транспорт. 
Локалізований у мембрані.